# Verein katholischer Edelleute Deutschlands
Der Verein katholischer Edelleute Deutschlands war ein Verein, in dem sich der römisch-katholische Adel in Westfalen organisierte, der aber auch für katholische Adelige aus anderen Teilen Deutschlands offenstand.

## Vorgeschichte
Seit 1861 bestand ein informeller Verein Gleichgesinnter Adliger zwecks Erörterung von Standesinteressen, der Religion und der Wirksamkeit im öffentlichen Leben. Dessen Gründungsmitglieder waren u. a. Clemens Heidenreich Droste zu Vischering, Ferdinand von Galen, Maximilian von Oer und Clemens Heereman von Zuydtwyk. Man wollte sich als „treue Söhne der katholischen Kirche bekennen, das Tridentinische Glaubensbekenntnis befolgen und den Kirchengesetzen gemäß leben“. Aufgrund des preußischen Vereinsrechts der Reaktionsära war eine formelle Vereinsgründung zunächst unmöglich.

## Geschichte
Die kleindeutsche Politik Bismarcks und der Deutsche Krieg gegen das katholische Österreich stieß auf einhellige Ablehnung des katholischen Adels. Die Annexionspolitik Preußens nach dem gewonnenen Krieg wurde als gegen den Legitimismus gerichtet verurteilt. Die Vertreter des katholischen Adels beschlossen daher, mit ihren politischen Vorstellungen an die Öffentlichkeit zu gehen und hierzu einen deutschlandweiten Verein zu gründen. Die Gründungsversammlung fand am 31. Juli 1869 auf dem Erbdrostenhof in Münster statt. Es wurde ein eingetragener Verein gegründet, dem am Ende des Jahres 1869 insgesamt 55 Mitglieder angehörten. 45 davon stammten aus Westfalen, 5 aus dem Rheinland und 5 aus anderen Teilen Deutschlands. Auch bis 1918 stellten die westfäligen Adligen immer mehr als die Hälfte der Mitglieder. Erster Vorsitzender wurde Wilderich von Kettler, stellvertretender Vorsitzender Burghard von Schorlemer-Alst.
Der Verein bemühte sich zunächst um ein gutes Verhältnis mit der Preußischen Regierung. Eine Eingabe des Vereins vom 18. Oktober 1870 bemühte sich um eine Annäherung von Preußen und dem Papst. Der Kulturkampf beendete dies jedoch. Bei der Gründung des Zentrums in der Provinz Westfalen waren Mitglieder des Vereins katholischer Edelleute Deutschlands führend beteiligt, der Verein selbst trat jedoch in diesem Kontext nicht in Erscheinung. Bedingt durch das Dreiklassenwahlrecht war der Adel in den preußischen Parlamenten weitaus überdurchschnittlich vertreten. Entsprechend waren führende Vereinsmitglieder auch Abgeordnete. Die Bedeutung des Adels in der Zentrumspartei nahm jedoch immer weiter ab und war um 1900 fast verschwunden. Nach der Gründung der Deutschen Adelsgenossenschaft kam es zu einer Konkurrenzsituation beider Vereine. Erst 1893 wurden Doppelmitgliedschaften akzeptiert.
Während des Kulturkampfes stieg die Mitgliederzahl immer weiter an. 1877 zählte man 139 und 1884 schon 157 Mitglieder. Danach ging die Mitgliederzahl zurück. Grund war vor allem die Gründung regionaler katholischer Adelsverbände. 1876 wurde die Genossenschaft katholischer Edelleute in Bayern gegründet, 1890 die Vereinigung katholischer Edelleute Schlesiens.
Im Jahr 1919 nannte er sich Verein katholischer Edelleute, Abteilung Münster im Hauptverein der katholischen Edelleute, wurde 1928 in Rheinisch-Westfälischer Verein katholischer Edelleute umbenannt und besteht heute unter dem Namen Verein katholischen Adels Rheinland und Westfalen weiter.
Seit seiner Gründung hat der Verein die Entwicklungen in der deutschen Gesellschaft und Politik in einem ständisch konfessionellen Sinn intensiv begleitet und zu beeinflussen versucht. So wurden in den 1920er Jahren Demokratie und Republik abgelehnt und unter Zuziehung von Clemens August Graf von Galen die moderne Kleidung und die neuen „modernen“ Tänze verurteilt.